# 오브리 드 그레이

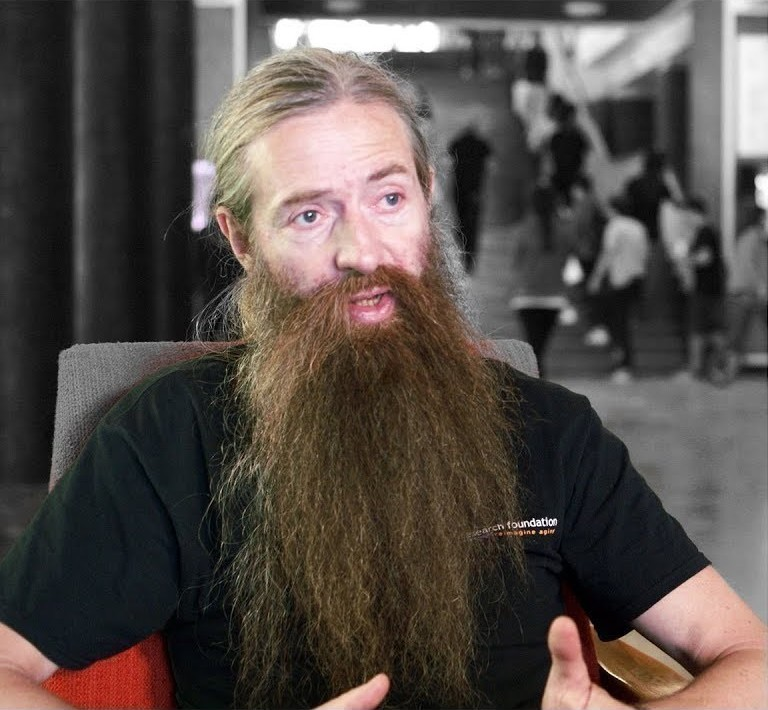
2018년 모습

오브리 드 그레이(Aubrey de Grey, 본명: 오브리 데이비드 니콜라스 재스퍼 드 그레이, Aubrey David Nicholas Jasper de Grey, /dəˈɡreɛ/; 1963년 4월 20일 ~ )는 영국 작가이자 생의학 노인학자이다. 그는 미토콘드리아 자유 라디칼 노화 이론(The Mitochondrial Free Radical Theory of Aging, 1999)의 저자이자 엔딩 에이징(Ending Aging, 2007)의 공동 저자이다. 의료 기술을 통해 오늘날 살아있는 인류가 노화로 인한 사망을 방지할 수 있다는 견해로 유명하다. 아마추어 수학자로서 그는 기하학적 그래프 이론의 하드위거-넬슨 문제 연구에 기여하여 60년 만에 이 문제에 대한 첫 진전을 이루었다.
드 그레이는 모스크바 물리 기술 연구소의 국제 겸임 교수이다. 2021년 8월, 그는 자신에 대한 성희롱 혐의를 조사하는 조사에 간섭을 시도한 혐의로 SENS 연구 재단의 최고 과학 책임자직에서 해임되었다. 2021년 9월 독립적인 조사 결과 그는 두 명의 여성에게 모욕적인 발언을 한 것으로 결론지었다.

## 같이 보기
- 재생의학